# Primarul Londrei
Primarul Londrei (în engleză Mayor of London) este primarul entității administrative Londra Mare pentru un mandat de 4 ani.
Din 9 mai 2016, această funcție este ocupată de laburistul Sadiq Khan. 

## Funcție
Primarul, împreună cu Consiliul General al Londrei formată din 25 de membri, este responsabil de administrarea strategică a Londrei Mari.
Primul deținător al postului a fost Ken Livingstone, funcția fiind creată la 4 mai 2000, iar acesta a fost primul primar ales direct în Regatul Unit.
Nu trebuie confundat cu Lord Mayor of London, care conduce City of London.